# Cowboys & Kisses
Cowboys and Kisses este un cântec al cântăreței americane Anastacia. Acesta face parte de pe albumul de debut al cântăreței Not That Kind. Cântecul a fost lansat ca al treilea single al albumului pe data de 22 ianuarie 2001. La fel ca și predecesorul său,  Not That Kind, Cowboys & Kisses a fost un eșec în clasamente.

## Formate și Tracklisting-uri
- Australian CD maxi single

1. "Cowboys & Kisses" [Radio Edit] 3:34
2. "Underdog" 4:56
3. "Not That Kind" [Mousse T Remix]
4. "Not That Kind" [Hex Hector Radio Edit]
5. "Cowboys & Kisses" [Unplugged Version]

Movies and triler found here :  http://www.opticmovie.com Arhivat în 10 octombrie 2012, la Wayback Machine.
- European CD single

1. "Cowboys & Kisses" [Radio Edit]
2. "I'm Outta Love" [Live A Capella]

- European maxi single

1. "Cowboys & Kisses" [Album Version] 4:40
2. "Cowboys & Kisses" [Radio Edit] 3:34
3. "I'm Outta Love" [Live A Capella] 1:54
4. "Underdog" 4:56
5. "Nothing At All" [Album Version] 4:26

- European promo single

1. "Cowboys & Kisses" [Radio Edit] 3:34

- German maxi single

1. "Cowboys & Kisses" 4:40
2. "I'm Outta Love" [A Capella] 1:54
3. "Underdog" 4:56
4. "Nothin' At All" 4:26

- UK maxi single

1. "Cowboys & Kisses" [Tin Tin Out Radio Mix] 3:55
2. "Cowboys & Kisses" [Radio Edit] 3:34
3. "I'm Outta Love" [Hex Hector Main Club Mix] 7:59
4. "Cowboys & Kisses" [Video]

- UK promo single

1. "Cowboys & Kisses" [Tin Tin Out Radio Mix] 3:55
2. "Cowboys & Kisses" [Radio Edit] 3:34

## Clasamente
| Clasament                 | Poziția maximă |
| ------------------------- | -------------- |
| Dutch Singles Chart       | 26             |
| German Singles Chart      | 83             |
| New Zealand Singles Chart | 46             |
| Swiss Singles Chart       | 33             |
| UK Singles Chart          | 28             |

## Datele lansării
- 26 februarie
- 12 martie La nivel mondial
- 21 mai